# ميشيل دروين
ميشيل دروين (بالإنجليزية: Michelle Drouin)‏ هي عالمة نفس أمريكية، ولدت في 26 فبراير 1974 في شيكاغو هايتس في الولايات المتحدة.